# Ernesto Villanueva Lomelí
Ernesto Villanueva Lomelí (Guadalajara, Jalisco, 14 de abril de 1969) es un político mexicano, actual diputado federal suplente por el distrito 8 federal de Jalisco en la LXI Legislatura del Congreso de la Unión de México.

## Trayectoria
1992-1994 Subdirector de Participación Ciudadana de la Oficialía Mayor de Desarrollo Social del H. Ayuntamiento de Guadalajara, Jalisco.
1998-2001 Regidor Suplente del H. Ayuntamiento de Guadalajara, Jalisco.
2003-2005 Secretario Técnico del Grupo Parlamentario del PRI de JALISCO, en LIX Legislatura de la Cámara de Diputados del Congreso de la Unión.
2009-2012 Diputado Federal Suplente por el distrito 08 federal de Jalisco, en LXI Legislatura de la Cámara de Diputados del Congreso de la Unión.
2003-2011 Columnista del diario El Occidental
2010-2012 Secretario del Padrón Priista del Comité Directivo Estatal Jalisco del Partido Revolucionario Institucional.
2013-2015 Coordinador de la Coordinación de Tecnologías de la Información del H. Ayuntamiento de Guadalajara, Jalisco.